# Prêmio Saturno de 2019
A 45.ª edição do Prêmio Saturno, apresentado pela Academia de Ficção Científica, Fantasia e Filmes de Terror, homenageou o melhor em ficção científica, fantasia, horror e outros gêneros em filmes, televisão e lançamentos de mídia doméstica, no período entre 1º de março de 2018 e 7 de julho de 2019.
Os indicados foram anunciados em julho de 2019. A entrega dos prêmios ocorreu em 13 de setembro no Avalon Hollywood, em Los Angeles, e foi apresentado pela atriz Aisha Tyler.

## Vencedores e indicados

### Filmes
| Melhor Filme baseado em história em quadrinhos - Avengers: Endgame - Aquaman - Avengers: Infinity War - Captain Marvel - Shazam! - Spider-Man: Far From Home - Spider-Man: Into the Spider-Verse | Melhor Filme de Ficção Científica - Ready Player One - Alita: Battle Angel - Bumblebee - Jurassic World: Fallen Kingdom - Solo: A Star Wars Story - Sorry to Bother You - Upgrade |
| Melhor Filme de Fantasia - Toy Story 4 - Aladdin - Dumbo - Fantastic Beasts: The Crimes of Grindelwald - Godzilla: King of the Monsters - Mary Poppins Returns - Yesterday | Melhor Filme de Terror - A Quiet Place - The Dead Don't Die - Halloween - Hereditary - Overlord - Pet Sematary - Us |
| Melhor Filme de Ação/Aventura - Mission: Impossible – Fallout - Cold Pursuit - Escape Room - Glass - John Wick: Chapter 3 – Parabellum - Skyscraper | Melhor Filme Thriller - Bad Times at the El Royale - Bad Samaritan - Destroyer - Dragged Across Concrete - Greta - Ma - Searching |
| Melhor Filme de Animação - Spider-Man: Into the Spider-Verse - The Grinch - How to Train Your Dragon: The Hidden World - Incredibles 2 - Ralph Breaks the Internet - Toy Story 4 | Melhor Filme Independente - Mandy - American Animals - Anna and the Apocalypse - The Man Who Killed Hitler and Then the Bigfoot - Ophelia - Summer of '84 - The Tomorrow Man |
| Melhor Filme Internacional - Burning - Aniara - Border - Ghost Stories - The Guilty - Shadow | Melhor Diretor revelação - Ari Aster – Hereditary - Michael Chaves – The Curse of La Llorona - Lee Cronin – The Hole in the Ground - Gary Dauberman – Annabelle Comes Home - Steven S. DeKnight – Pacific Rim: Uprising - Boots Riley – Sorry to Bother You - Christian Rivers – Mortal Engines - Emma Tammi – The Wind                                                                                           |
| Melhor Direção - Jordan Peele – Us - Anna Boden e Ryan Fleck – Captain Marvel - Karyn Kusama – Destroyer - Guy Ritchie – Aladdin - Anthony Russo e Joe Russo – Avengers: Endgame - Steven Spielberg – Ready Player One - James Wan – Aquaman - Zhang Yimou – Shadow | Melhor Roteiro - A Quiet Place – Scott Beck, John Krasinski e Bryan Woods - Avengers: Endgame – Christopher Markus e Stephen McFeely - Bad Times at the El Royale – Drew Goddard - Burning – Lee Chang-dong e Oh Jung-mi - Dragged Across Concrete – S. Craig Zahler - Mission: Impossible – Fallout – Christopher McQuarrie - Us – Jordan Peele                                                                  |
| Melhor Ator em Cinema - Robert Downey Jr. como Tony Stark / Homem de Ferro – Avengers: Endgame - Jeff Bridges como Padre Daniel Flynn / Dock O'Kelly – Bad Times at the El Royale - Nicolas Cage como Red Miller – Mandy - Tom Cruise como Ethan Hunt – Mission: Impossible – Fallout - Chris Evans como Steve Rogers / Capitão América – Avengers: Endgame - Mel Gibson como Brett Ridgeman – Dragged Across Concrete - Keanu Reeves como John Wick – John Wick: Chapter 3 – Parabellum | Melhor Atriz em Cinema - Jamie Lee Curtis como Laurie Strode – Halloween - Emily Blunt como Mary Poppins – Mary Poppins Returns - Toni Collette como Annie Graham – Hereditary - Nicole Kidman como Erin Bell – Destroyer - Brie Larson como Carol Danvers / Vers / Capitã Marvel – Captain Marvel - Lupita Nyong'o como Adelaide Wilson / Red – Us - Octavia Spencer como Sue Ann "Ma" Ellington – Ma            |
| Melhor Ator Coadjuvante em Cinema - Josh Brolin como Thanos – Avengers: Infinity War - John Lithgow como Jud Crandall – Pet Sematary - Lin-Manuel Miranda como Jack – Mary Poppins Returns - Lewis Pullman como Miles Miller – Bad Times at the El Royale - Jeremy Renner como Clint Barton / Gavião Arqueiro – Avengers: Endgame - Will Smith como Gênio – Aladdin - Steven Yeun como Ben – Burning | Melhor Atriz Coadjuvante em Cinema - Zendaya – Spider-Man: Far From Home como MJ - Cynthia Erivo como Darlene Sweet – Bad Times at the El Royale - Karen Gillan como Nebulosa – Avengers: Endgame - Amber Heard como Mera – Aquaman - Scarlett Johansson como Natasha Romanoff / Viúva Negra – Avengers: Endgame - Naomi Scott como Princesa Jasmine – Aladdin - Hailee Steinfeld como Charlie Watson – Bumblebee |
| Melhor Performance de ator/atriz jovem - Tom Holland como Peter Parker / Homem-Aranha – Spider-Man: Far From Home - Evan Alex como Jason Wilson / Pluto – Us - Asher Angel como William "Billy" Batson – Shazam! - Millie Bobby Brown como Madison Russell – Godzilla: King of the Monsters - Jack Dylan Grazer como Frederick "Freddy" Freeman – Shazam! - Shahadi Wright Joseph como Zora Wilson / Umbrae – Us - Millicent Simmonds como Regan Abbott – A Quiet Place | Melhor Edição - Jeffrey Ford e Matthew Schmidt – Avengers: Endgame - James Herbert – Aladdin - Nicholas Monsour – Us - Kirk Morri – Aquaman - Evan Schiff – John Wick: Chapter 3 – Parabellum - Christopher Tellefsen – A Quiet Place |
| Melhor Trilha Sonora - Marc Shaiman – Mary Poppins Returns - Danny Elfman – Dumbo - Bear McCreary – Godzilla: King of the Monsters - Alan Menken – Aladdin - Alan Silvestri – Avengers: Endgame - Alan Silvestri – Ready Player One | Melhor Design de Produção - Charles Wood – Avengers: Endgame - Bill Brzeski – Aquaman - Ruth De Jong – Us - Rick Heinrichs – Dumbo - Gemma Jackson – Aladdin - Horace Ma Gwong-Wing – Shadow - John Myhre – Mary Poppins Returns |
| Melhor Figurino - Michael Wilkinson – Aladdin - Kym Barrett – Aquaman - Leah Butler – Shazam! - Judianna Makovsky – Avengers: Endgame - Chen Minzheng – Shadow - Sandy Powell – Mary Poppins Returns | Melhor Maquiagem - John Blake e Brian Sipe – Avengers: Endgame - Annick Chartier e Adrien Morot – Pet Sematary - Judy Chin e Mike Marino – The Dead Don't Die - Bill Corso – Destroyer - Mark Coulier e Fernanda Perez – Suspiria - Lisa Love e Tate Steinsiek – Dragged Across Concrete - Tristan Versluis, Naomi Donne e Duncan Jarman – Overlord                                                               |
| Melhores Efeitos Especiais - Matt Aitken, Dan DeLeeuw, Russell Earl e Dan Sudick – Avengers: Endgame - Scott Benza, Scott Farrar e Rick O'Connor – A Quiet Place - Theodore Bialek, Brendan Seals, Janek Sirrs e Alexis Wajsbrot – Spider-Man: Far From Home - Daniele Bigi, Jeff Capogreco, Michael Mulholland e David Seager – Aladdin - Andrew Booth, Neil Corbould, Huw J. Evans e Jody Johnson – Mission: Impossible – Fallout - Matthew E. Butler, Grady Cofer, Roger Guyett e Dave Shirk – Ready Player One - Brian Connor, Eric Frazier, Peter Nofz e Guillaume Rocheron – Godzilla: King of the Monsters | |

### Televisão

#### Programas
| Televisão | Televisão |
| --- | --- |
| Melhor Série de Super-Herói - Supergirl (The CW) - Arrow (The CW) - Black Lightning (The CW) - Marvel's Cloak & Dagger (Freeform) - The Flash (The CW) - Gotham (Fox) - Legends of Tomorrow (The CW)                                                                 | Melhor Série de Ficção Científica - Westworld (HBO) - The 100 (The CW) - Counterpart (Starz) - Doctor Who (BBC America) - Krypton (Syfy) - Manifest (NBC) - The Orville (Fox) - Roswell, New Mexico (The CW)                                                          |
| Melhor Série de Fantasia - Game of Thrones (HBO) - American Gods (Starz) - Charmed (The CW) - The Good Place (NBC) - Good Witch (Hallmark Channel) - The Magicians (Syfy) - Outlander (Starz) - The Outpost (The CW)                                                 | Melhor Série de Terror - The Walking Dead (AMC) - American Horror Story: Apocalypse (FX) - A Discovery of Witches (AMC) - Fear the Walking Dead (AMC) - NOS4A2 (AMC) - Preacher (AMC) - Supernatural (The CW) - What We Do in the Shadows (FX)                        |
| Melhor Série de Ação ou Thriller - Better Call Saul (AMC) - Killing Eve (BBC America) - The Last Ship (TNT) - Mr. Mercedes (Audience) - The Purge (USA Network) - Riverdale (The CW) - The Sinner (USA Network)                                                      | Melhor Série de Animação - Star Wars Resistance (Disney Channel) - Archer (FX) - DuckTales (Disney Channel) - Family Guy (Fox) - The Simpsons (Fox) |
| Televisão via Streaming | |
| Melhor Série de Super-Herói no Streaming - Marvel's Daredevil (Netflix) - Doom Patrol (DC Universe) - Marvel's Jessica Jones (Netflix) - The Punisher (Netflix) - Marvel's Runaways (Hulu) - Swamp Thing (DC Universe) - The Umbrella Academy (Netflix)              | Melhor Série de Ficção Científica, Ação ou Fantasia no Streaming - Star Trek: Discovery (CBS All Access) - Black Mirror (Netflix) - The Expanse (Prime Video) - Good Omens (Prime Video) - Jack Ryan (Prime Video) - Lost in Space (Netflix) - Russian Doll (Netflix) |
| Melhor Série de Terror ou Thriller no Streaming - Stranger Things (Netflix) - Castle Rock (Hulu) - Chilling Adventures of Sabrina (Netflix) - The Handmaid's Tale (Hulu) - The Haunting of Hill House (Netflix) - The Twilight Zone (CBS All Access) - You (Netflix) | |

#### Atuações
| Televisão | Televisão |
| --- | --- |
| Melhor Ator em Série de Televisão - Sam Heughan como Jamie Fraser em Outlander (Starz) - Grant Gustin como Barry Allen / The Flash em The Flash (The CW) - Kit Harington como Jon Snow em Game of Thrones (HBO) - Andrew Lincoln como Rick Grimes em The Walking Dead (AMC) - Seth MacFarlane como Capitão Ed Mercer em The Orville (Fox) - Bill Pullman como Detetive Harry Ambrose The Sinner (USA Network) - Jeffrey Wright como Bernard Lowe / Arnold Weber em Westworld (HBO)                                                                    | Mehor Atriz em Série de Televisão - Emilia Clarke como Daenerys Targaryen em Game of Thrones (HBO) - Caitriona Balfe como Claire Fraser em Outlander (Starz) - Melissa Benoist como Kara Danvers / Supergirl em Supergirl (The CW) - Sandra Oh como Eve Polastri em Killing Eve (BBC America) - Adrianne Palicki como Comandante Kelly Grayson em The Orville (Fox) - Candice Patton como Iris West em The Flash (The CW) - Jodie Whittaker como Décima terceira Doutora em Doctor Who (BBC America)                                                 |
| Melhor Ator Coadjuvante em Série de Televisão - Peter Dinklage como Tyrion Lannister em Game of Thrones (HBO) - Jonathan Banks como Mike Ehrmantraut em Better Call Saul (AMC) - Nikolaj Coster-Waldau como Jaime Lannister em Game of Thrones (HBO) - David Harewood como J'onn J'onzz / Caçador de Marte em Supergirl (The CW) - Ed Harris como Homem de Preto em Westworld (HBO) - Lennie James como Morgan Jones em Fear the Walking Dead (AMC) - Khary Payton como Ezekiel em The Walking Dead (AMC)                                             | Melhor Atriz Coadjuvante em Série de Televisão - Danai Gurira como Michonne em The Walking Dead (AMC) - Gwendoline Christie como Brienne de Tarth em Game of Thrones (HBO) - Lena Headey como Cersei Lannister em Game of Thrones (HBO) - Melissa McBride como Carol Peletier em The Walking Dead (AMC) - Rhea Seehorn como Kim Wexler em Better Call Saul (AMC) - Sophie Skelton como Brianna "Bree" Randall em Outlander (Starz) - Sophie Turner como Sansa Stark em Game of Thrones (HBO)                                                         |
| Melhor Performance de ator/atriz jovem em Série de Televisão - Maisie Williams como Arya Stark em Game of Thrones (HBO) - KJ Apa como Archie Andrews em Riverdale (The CW) - Tosin Cole como Ryan Sinclair em Doctor Who (BBC America) - Cameron Cuffe como Seg-El em Krypton (Syfy) - David Mazouz como Bruce Wayne / The Dark Knight em Gotham (Fox) - Cole Sprouse como Jughead Jones em Riverdale (The CW) - Benjamin Wadsworth como Marcus Lopez Arguello em Deadly Class (Syfy)                                                                 | Melhor Participação Especial em Série de Televisão - Jeffrey Dean Morgan como Negan em The Walking Dead (AMC) - Rainer Bock como Werner Ziegler em Better Call Saul (AMC) - Jon Cryer como Lex Luthor em Supergirl (The CW) - Sydney Lemmon como Isabelle em Fear the Walking Dead (AMC) - Tonya Pinkins como Martha em Fear the Walking Dead (AMC) - Ed Speleers como Stephen Bonnet em Outlander (Starz) |
| Televisão via Streaming | |
| Melhor Ator em Série de Televisão no Streaming - Henry Thomas como Hugh Crain em The Haunting of Hill House (Netflix) - Penn Badgley como Joe Goldberg em You (Netflix) - Jon Bernthal como Frank Castle / Justiceiro em The Punisher (Netflix) - Charlie Cox como Matt Murdock / Demolidor em Daredevil (Netflix) - Zac Efron como Ted Bundy em Extremely Wicked, Shockingly Evil and Vile (Netflix) - John Krasinski como Jack Ryan em Jack Ryan (Prime Video) - David Tennant como Crowley em Good Omens (Prime Video)                             | Melhor Atriz em Série de Televisão no Streaming - Sonequa Martin-Green como Michael Burnham em Star Trek: Discovery (CBS All Access) - Carla Gugino como Olivia Crain em The Haunting of Hill House (Netflix) - Elizabeth Lail como Guinevere Beck em You (Netflix) - Natasha Lyonne como Nadia Vulvokov em Russian Doll (Netflix) - Molly Parker como Maureen Robinson em Lost in Space (Netflix) - Krysten Ritter como Jessica Jones em Jessica Jones (Netflix) - Kiernan Shipka como Sabrina Spellman em Chilling Adventures of Sabrina (Netflix) |
| Melhor Ator Coadjuvante em Série de Televisão via Streaming - Doug Jones como Saru em Star Trek: Discovery (CBS All Access) - Wilson Cruz como Hugh Culber em Star Trek: Discovery (CBS All Access) - Michiel Huisman como Steven Crain em The Haunting of Hill House (Netflix) - Timothy Hutton como Hugh Crain em The Haunting of Hill House (Netflix) - Maxwell Jenkins como Will Robinson em Lost in Space (Netflix) - Ethan Peck como Spock em Star Trek: Discovery (CBS All Access) - Michael Sheen como Aziraphale em Good Omens (Prime Video) | Melhor Atriz Coadjuvante em Série de Televisão via Streaming - Maya Hawke como Robin Buckley em Stranger Things (Netflix) - Elliot Page como Vanya Hargreeves em The Umbrella Academy (Netflix) - Victoria Pedretti como Eleanor Crain em The Haunting of Hill House (Netflix) - Parker Posey como June Harris / Dra. Smith em Lost in Space (Netflix) - Taylor Russell como Judy Robinson em Lost in Space (Netflix) - Sissy Spacek como Ruth Deaver em Castle Rock (Hulu) - Deborah Ann Woll como Karen Page em Daredevil (Netflix)                |